# Stavangerfjord
Lo Stavangerfjord è un traghetto appartenente alla compagnia di navigazione danese Fjord Line.

## Caratteristiche
Al momento del varo, era il primo Cruise Ferry al mondo alimentato esclusivamente a GNL. Prima della rimotorizzazione, era infatti spinto da quattro motori Rolls-Royce BV12PG a GNL, in grado di generale una potenza totale di 20 mila kW e di far raggiungere al traghetto una velocità massima di 21,5 nodi.
Lo Stavangerfjord, costruito appositamente per essere impiegato su rotte di medio-lungo raggio, dispone di 370 cabine e può trasportare un massimo di 1500 passeggeri e 600 auto.

## Servizio
Varato il 12 aprile 2012 nel cantiere navale Stocznia Gdansk S.A. di Danzica con il nome di Stavangerfjord ed allestito nei Bergen Group Fosen AS di Rissa, viene consegnato il 6 luglio 2013 alla Fjord Line e trasferito a Bergen, dove giunge tre giorni dopo.

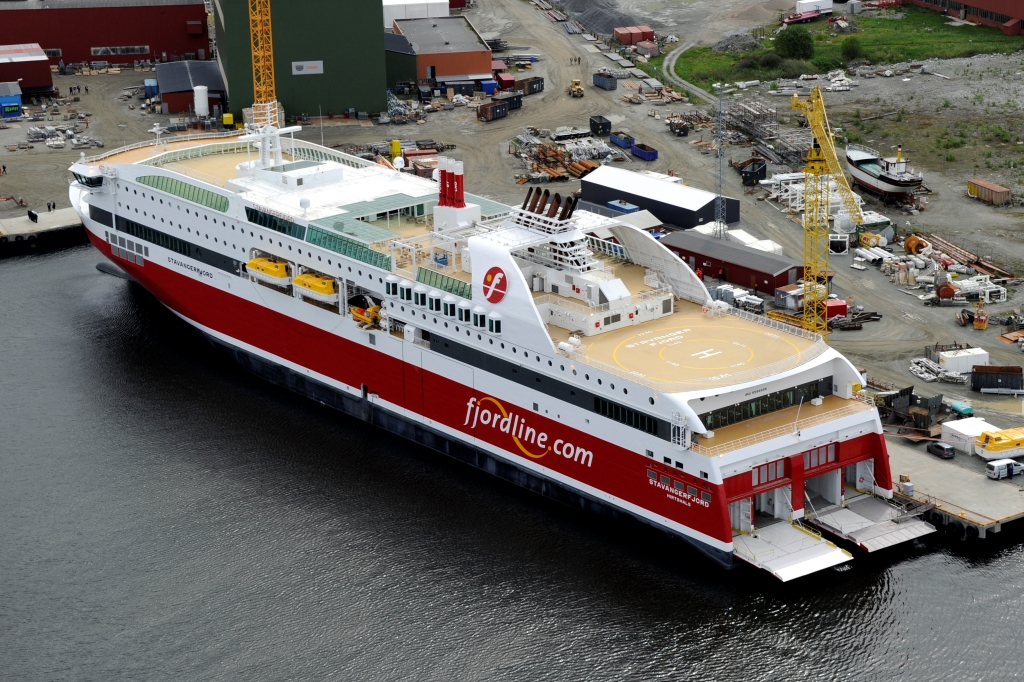
Lo Stavangerfjord in cantiere a Rissa nel giugno del 2013.

Il 14 luglio 2013 prende ufficialmente servizio nei collegamenti tra Hirtshals, Stavanger e Bergen.
Tuttavia, a causa delle restrizioni riguardo l'imbarco dei passeggeri durante il bunkeraggio di GNL, il traghetto continua ad accumulare una serie di ritardi, costringendo la Fjord Line a modificare in parte gli orari delle partenze del traghetto a partire dal 25 luglio 2013.
Il 2 gennaio 2014 Fjord Line viene concessa dalle autorità danesi l'autorizzazione per rifornire il traghetto con GNL mentre i passeggeri erano ancora a bordo. Grazie a ciò, Fjord Line non dovette più inviare camion per il trasporto del GNL a Hirtshals per fare il bunkeraggio in Danimarca.
Da marzo 2014 prende servizio anche nei collegamenti tra Hirtshals e Langesund.
Dal 30 ottobre al 13 dicembre 2017 viene sottoposto a lavori di ristrutturazione nel cantiere navale  Bergen Group Fosen AS di Rissa, durante i quali viene aumentato il numero di cabine e la capacità del salone del ristorante. Dal giorno successivo, torna regolarmente in servizio.
Il 6 novembre 2020 viene disarmato a Hirtshals in seguito alla chiusura delle frontiere a causa della Pandemia di COVID-19. Dal 1º maggio 2021, torna in servizio nei collegamenti tra Hirtshals, Langesund, Stavanger e Bergen
Dal 4 aprile al 1º marzo viene di nuovo disarmato a Hirtshals in seguito alla chiusura delle frontiere a causa della Pandemia di COVID-19. Dal giorno stesso torna regolarmente in servizio.
Dal 6 gennaio al maggio del 2023 viene sottoposto a lavori di manutenzione nel cantiere navale di Rissa insieme al gemello Bergensfjord, durante i quali viene rimotorizzato con quattro motori dual fuel a causa della crisi energetica globale del 2021-2023 e del conseguente aumento del prezzo del GNL. Dal 3 febbraio, torna regolarmente in servizio nei collegamenti tra Hirtshals, Kristiansand, Stavanger e Bergen, dove opera tutt'oggi.

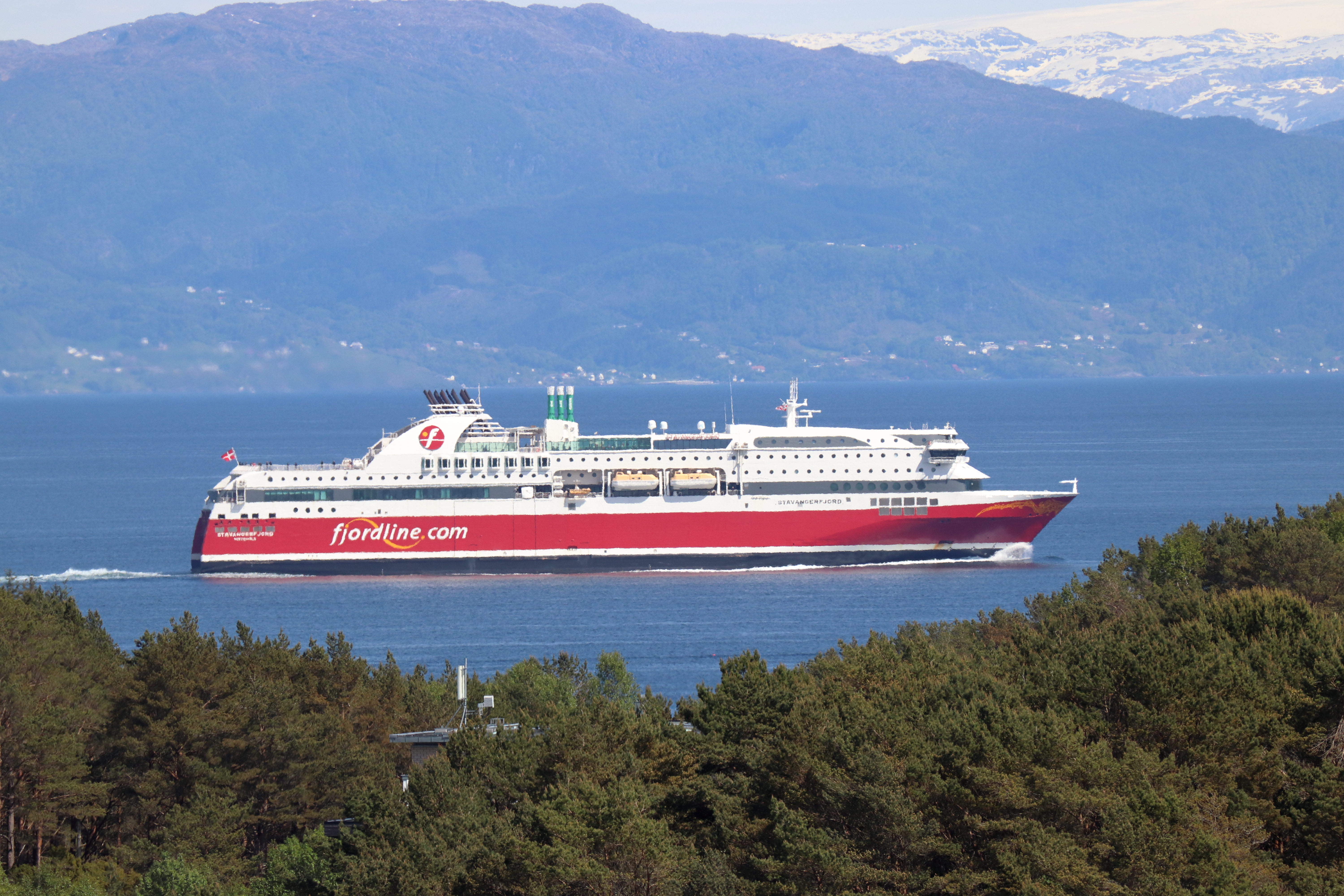
Lo Stavangerfjord in navigazione verso Hirtshals nel 2023.

## Navi gemelle
- Bergensfjord